# Narzotto dalle Carceri
Narzotto Dalle Carceri (+ 1264) fou un senyor llombard de Negrepont, filll de Merino i Margherita di Pecoraro da Mercanuovo, nascut probablement a Grècia; era besnet de Ravano Dalle Carceri, senyor de l'illa de Negrepont (Eubea).

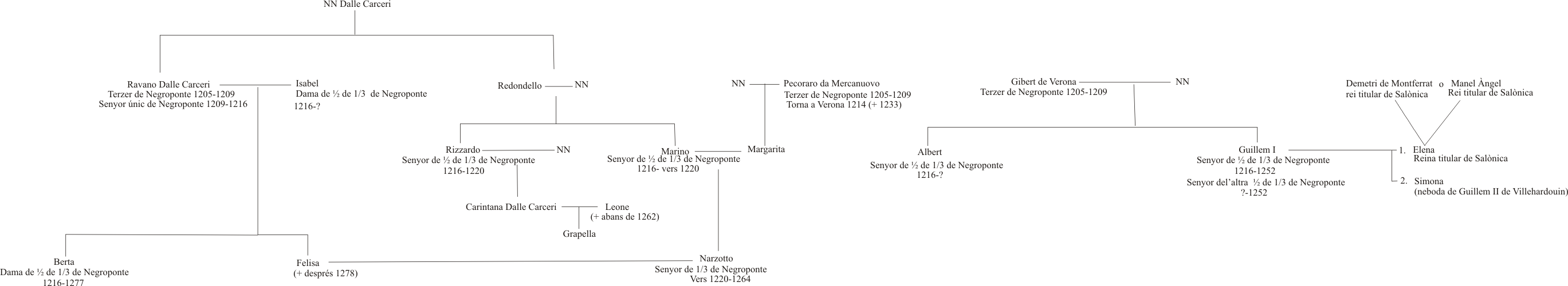
Primers senyors de Negrepont de la família Della Carceri

El 1205 Negrepont havia estat assignada a tres tercers o triarques, tots de Verona: Ravano Dalle Carceri, Pecoraro da Mercanuovo i Gibert de Verona. Des de l'any 1209 Ravano va governar tota l'illa com a vassall lleial de l'emperador llatí de Constantinoble, però també com a vassall de Venècia a qui l'illa havia estat assignada en el repartiment del 1204. El 1216, després de la mort de Ravano, un terç va passar als fills de Gibert da Verona, Albert i Guillem; un altre terç a Isabel i Berta, respectivament vídua i filla de Ravano; i el darrer terç a Rizzardo i Merino, fills del germà de Ravano, Redondello. Merino s'havia casat amb Margarita, filla de Pecoraro da Mercanuovo i el seu fill Narzotto, al seu torn, es va casar amb Felisa, filla de Guillem, el fill de Gibert de Verona i consenyor del terç meridional de Negrepont. Narzotto va heretar probablement del seu pare Merino, la part central de Negrepont. La part de Rizzardo, Oreos al nord, va passar a la seva filla Carintana, casada segons Miller (i altres) amb Guillem II de Villehardouin i tenia el terç nord de propi dret, però segons Marí Sanuto el Vell a Istoria del Regno de Romania, pàg.103, Carintana era "la senyora esposa d'un dels terzeri"; possiblement tenia la intenció d'argumentar que havia estat casada amb Leone Dalle Carceri, però aquest mai va ser tercer abans de la seva mort; a més, Leone va ser probablement el pare de Grapella Dalle Carceri, mentre que Carintana va morir sense fills.
Per tant, Narzotto era net d'un terzer i besnet d'un altre dels terzers originals, i la seva dona era neta d'un terzer. Apareix per primera vegada amb un paper actiu en la mort sense fills de la seva cosina Carintana dalle Carceri, el 1255. Existia un acord de que si un dels terzers o triarques moria sense hereus, els altres dos havien de succeir-lo. Per tant, Narzotto i Guillem van prendre possessió del feu d'Oreos. No obstant això, l'acord era contrari als principis feudals que, segons les Assises de Romanie (l'estatut feudal d'Acaia), donaven el dret a decidir la successió al senyor feudal, que era Guillem II de Villehardouin, príncep d'Acaia. Quan diversos membres col·laterals de la família, un tal Leone Dalle Carceri i els seus fills, van reclamar la possessió d'Oreos a Guillem de Villehardouin, el príncep, una mica abans del 14 de juny de 1256, va ocupar Oreos i aquella part de la ciutat de Negrepont que tenien conjuntament els terzers i va convocar a Guillem II de Verona i al seu gendre Narzotto, que van acudir i ambdós van ser empresonats, si bé per poc temps.
A partir d'aquesta situació va esclatar la guerra de Negrepont. Els dos terzieri van demanar ajuda a Venècia i el batlle venecià, Paolo Gradenigo, va reconquerir la ciutat de Negrepont (Calcis). A Tebes, el 14 de juny de 1256, Narzotto i Guillem de Verona van concloure un pacte amb els venecians. Van renunciar a la lleialtat al príncep Guillem de Villehardouin i es van declarar fideles homines legii de Venècia; a més, es van pronunciar a favor de la possessió per Venècia de Castel Rosso, des del qual es controlava el pont que connectava Negrepont (illa i ciutat) amb el continent; finalment, van cedir diversos privilegis, una quarta part de la ciutat, jurisdiccions i drets comercials a Venècia, que a canvi va perdre l'homenatge anual de 700 hiperperi que anteriorment Narzotto i Guillem havien de pagar. El 25 de gener 1257 a Negrepont, Narzotto i Guillem van renovar la promesa que totes les parts havien de fer guerra al príncep Villehardouin, comprometent-se a no fer una pau separada.
Durant 1257, Villehardouin va enviar Jofré de Bruyéres, baró de Karítena, que va reconquerir Negrepont i va devastar l'illa. Temps després els venecians es van apoderar de la ciutat de Negrepont. Hi va haver més lluites a l'illa i la guerra es va estendre fins a Morea. A la primavera de 1258, Villehardouin va guanyar una batalla al mont Karydi contra Guiu I de la Roche, senyor de Tebes i Atenes i aliat dels venecians; aquesta victòria va acabar amb les hostilitats. El 6 d'agost de 1258 Guillem i Narzotto, aleshores a Negrepont, van acordar amb els venecians iniciar negociacions. La pau final es va endarrerir després de nous combats al Negrepont i per la derrota de Villehardouin a Pelagònia el juliol del 1259 i el seu posterior empresonament. L'acord definitiu va arribar finalment a Tebes els dies 15 i 16 de maig de 1262. Es va establir que els tercers havien de renunciar a retre homenatge de fidelitat a Venècia i, en canvi, havien de renovar-lo al príncep d'Acaia, que destruiria el castell de Negrepont, i que Venècia mantindria ingressos, drets i avantatges considerables a l'illa. El tercer d'Oreos va ser assignat a Grapella Dalle Carceri, fill de Leone.
El desembre de 1258 Guillem II de Villehardouin havia convocat Narzotto entre els que havien de participar en la campanya de la primavera de 1259 contra els romans d'Orient de Nicea que va acabar amb la derrota de Pelagònia. El 1261 Narzotto i els altres nobles del país van acollir l'emperador Balduí II a Negrepont, després d'haver perdut el seu imperi de Constantinoble.
Narzotto va morir el 1264, deixant a la seva vídua, Felisa, guardiana del seu fill Merineto i de les filles. Felisa va anar a viure amb el seu germà, Gibert da Verona, i a casa seva es va reunir i es va casar secretament o es va comprometre amb un simple cavaller de Carist, al Negrepont, anomenat "avar" Licari: aquest fet va comportar desastroses conseqüències a Negrepont durant aproximadament quinze anys. Gibert, germà de Felisa, i el seu oncle, Francesc de Verona, van rebutjar Licari i aquest, enfadat, va iniciar una campanya en què va involucrar els romans d'Orient i finalment va conquerir tota l'illa de Negrepont. Merineto va continuar reclamant el tercer del seu pare fins al gener del 1275.

## Referència
1. ↑  Anthony Luttrell, Dizionario Biografico degli Italiani - Volume 32 (1986)